# Cupha lotis
Cupha lotis är en fjärilsart som beskrevs av Sulzer. Cupha lotis ingår i släktet Cupha och familjen praktfjärilar. Inga underarter finns listade i Catalogue of Life.